# Гипотонусная дисфония
Гипотонусная дисфония — очень частое нарушение речи, сопровождающееся хрипотой и прерывистым звучанием.

## Причины гипотонусной дисфонии
Самыми частыми причинами прогрессирования функциональной формы дисфонии (гипотонусной дисфонии) являются:
- предшествующие заболевания горла;
- продолжительные нагрузки на связки в процессе громкого крика или пения.

К неспецифической причине относят остеохондроз.

## Методы коррекции
Снизить скорость прогрессирования, а в некоторых случаях устранить симптомы гипотонусной дисфонии возможно с помощью следующих коррекционных методов:
- произношение гласных о-о-о, у-у-у;
- пение слогов ма-мо-му (метод Фонопедия);
- многократные дыхательные упражнения вдох-выдох.

Физические упражнения в виде поднятия рук на вдохе и приседание на выдохе также имеют положительный эффект.
Если своевременно начать коррекцию гипотонусной дисфонии, то она легко устраняется в любом возрасте.